# Влюблённый Роланд
«Влюблённый Рола́нд» (итал. Orlando Innamorato) — рыцарская поэма Боярдо.
Поэма начата в 1476 году, первое издание в двух книгах вышло в 1483-м (полностью утрачено), за оставшиеся одиннадцать лет жизни Боярдо написал восемь песней третьей книги, и на двадцать шестой октаве девятой песни поэма резко оборвана. Обычно это связывают с французским «вторжением» (собственно говоря, Карл VIII с Феррарой не враждовал, напротив, считался союзником и получил свободный проход через земли герцогства). Сюжетные линии «Влюблённого Роланда» развил и заметно трансформировал Лодовико Ариосто в поэме «Неистовый Роланд».
В 1541 году вышла переделка поэмы, сделанная Франческо Берни, который изрядно пригладил её стиль в соответствии с языковой реформой Пьетро Бембо и выкинул тосканские диалектизмы. Эта переделка на три столетия вытеснила из обихода поэму Боярдо, пока в XIX веке Антонио Паницци не обнаружил в Британском Музее оригинал и опубликовал его.

## Сюжет

### Книга I
При дворе Карла объявлен турнир. Накануне турнира ко двору является Анджелика, дочь катайского царя Галафрона, и вызывает всех желающих на бой с братом своим Аргалием: побежденного ждет плен, победитель получит красавицу. Цель её — пленить всех рыцарей Карла, а расчет — на свою несравненную красоту и волшебное вооружение брата: в особенности на копье, одно прикосновение которого выбивает из седла. Рыцарь-колдун Малагис пытается овладеть Анджеликой, погрузив её чарами в сон, но кольцо Анджелики ему помеха: положенное в рот, оно делает невидимым, надетое на палец рассеивает чары. Он пленен и отослан в Катай. Астольф, первый по жребию поединщик, сброшен с коня волшебным копьем. Сарацина Феррагуса, чья очередь следующая, постигает та же участь, но он, оказавшись на земле, не хочет сдаться, убивает четырёх великанов, свиту Анджелики, и вступает в новый бой с Аргалием.
Анджелика бежит с поля боя, вслед за ней бежит Аргалий, за ними в погоню устремляется Феррагус. Узнав о бегстве Анджелики, уходят на её поиски Ринальд и Роланд, сердце которого впервые не устояло перед женской красотой. Первым из преследователей Анджелики в Арденнский лес поспевает Ринальд. По пути ему встречается волшебный источник, сотворенный некогда Мерлином, дабы исторгнуть из Ланселота страсть к Гиневре. Ринальд пьет из источника, и вместо любви к Анджелике в нём вспыхивает живейшее отвращение. Дальнейший путь приводит его к другому источнику — пробуждающему любовь. Жажду Ринальд уже утолил, поэтому он всего лишь располагается близ него на отдых. К тому же источнику выходит Анджелика, пьет, видит Ринальда и проникается к нему страстью. Ринальд спасается бегством. Феррагус настигает Аргалия в том же Арденнском лесу и наносит ему смертельную рану. Затем он натыкается на Роланда, замершего в созерцании спящей Анджелики. Их поединок прерван появлением Флордеспины, дочери испанского короля Марсилия, которая призывает Феррагуса на помощь королю, изнемогающему под натиском царя Серикании Градасса.
В это же время Париже прошёл турнир, на котором всех рыцарей спешивал сарацин Грандоний. Наконец, из паладинов остался один Астольф, вышедший на турнирное поле с копьем Аргалия, которое досталось ему случайно и волшебных свойств которого он не знает. Грандоний, ко всеобщему изумлению, повержен. Астольф изумлен не меньше других.
Карл посылает на помощь Марсилию пятидесятитысячное войско во главе с Ринальдом. Французское подкрепление и Феррагус прибывают одновременно. Общее сражение. Градасс и Ринальд соглашаются решить исход войны в поединке друг с другом.
Тем временем Анджелика освобождает Малагиса из подводной темницы с условием, что он добудет ей Ринальда. Малагис велит бесу принять облик Градасса и заманить Ринальда на волшебный корабль. Корабль уносит паладина в открытое море. Градасс, прождав Ринальда весь день до вечера, уходит ни с чем. Рикардет, исполняя приказание своего брата Ринальда, данное на случай неудачного исхода его поединка с Градассом, уводит французские войска на родину. Марсилий, оставшись в одиночестве, заключает союз с Градассом. Соединенными силами они вторгаются во Францию. Французы разбиты. Карл и все его лучшие рыцари пленены. Город готов сдаться, но Астольф, выпущенный из темницы, вызывает Градасса на поединок. Копье Аргалия исправно делает своё дело: противник на земле. Градасс отправляется восвояси, Астольф уходит на поиски Роланда и Ринальда.
А Роланд в поисках Анджелики достиг некоего замка. На стене замка дама: это фея Драгонтина, приглашающая графа испить из кубка. Ничего не подозревающий Роланд подносит кубок к губам и мгновенно забывает свою любовь, цель своего пути, самого себя, становится слепым рабом феи.
Волшебный корабль уносит Ринальда за тысячи миль от Европы и доставляет его на Остров Наслаждений. Но Ринальд, узнав, что здесь его ждет встреча с Анджеликой, вновь с превеликой поспешностью пускается в плавание.
Астольф же достиг пределов Востока, где готовится великая война за руку Анджелики. Обладать красавицей жаждет Агрикан, татарский царь, ненавидимый Анджеликой пуще смерти. Среди защитников Анджелики царь Черкессии Сакрипант. Золотое копье Астольфа продолжает творить чудеса: с его помощью он ссаживает Брандимарта, бросает наземь черкесского царя. Поблизости находится колдовской сад Драгонтины: Флорделиза, дама Брандимарта, предупреждает рыцарей о чудесах и опасностях сада, но они смело в него вторгаются и вступают в бой с очарованными, забывшими себя пленниками феи. Тут же и Роланд, прибывший чуть раньше и все ещё погруженный в созерцание картин и фресок на дворцовом балконе. Роланд обрушивается на своего двоюродного брата, и Астольфа выручает лишь несравненный бег Баярда, верхом на котором Астольф совершал свой путь.
Брандимарт вынужден испить из кубка Драгонтины, и его постигает судьба других её пленников. Астольф тем временем достигает крепости Альбракки, где укрылась от Агрикана Анджелика. Астольф один вызывает на бой все войско татарского царя 2 миллиона 200 тысяч. Сбросив нескольких неверных своим волшебным копьем, он падает под одновременным натиском с четырёх сторон и взят в плен. Под Альбракку подходят войска Сакрипанта и начинается общее сражение.
Ринальд встречает Флорделизу, которая зовет его на выручку своего возлюбленного Брандимарта. Флорделизу похищает кентавр, Ринальд настигает и убивает его, но тот перед смертью успевает бросить Флорделизу в реку, и её уносит течением.
Агрикан взял Альбракку, Анджелика и трое её защитников Сакрипант, Торинд и вавилонский царь Труффальдин укрылись в башне. Анджелика уходит за помощью. Коварный старец заманивает её в замок, где уже томятся сотни плененных девиц; среди них Флорделиза, спасенная от смерти в пучине, чтобы подвергнуться новой и неведомой опасности. Она рассказывает Анджелике о саде Драгонтины. Анджелика, проведав, что среди пленников феи лучшие рыцари мира, решает среди них найти себе защитников. С помощью волшебного кольца она выходит на свободу, с помощью того же кольца развеивает чары Драгонтины. Роланд и восемь его товарищей по плену (среди которых Грифон и Аквилант) скачут за Анджеликой к Альбракке.
Рыцари пробиваются к башне, однако туда их не пускают. Изменник Труффальдин предательски захватил и заковал Сакрипанта и Торинда и предложил сдать башню Агрикану. Агрикан с презрением отказался. Теперь Труффальдин согласен открыть ворота только при условии, что рыцари Анджелики поклянутся выступать в его защиту против любого обвинителя и на любое обвинение. Им ничего не остается, как согласиться. Роланд выходит на бой с Агриканом. Бой прерван подходом огромного войска во главе с отцом Анджелики Галафроном. Среди его союзников царица Марфиза, дева-воительница, поклявшаяся не снимать доспеха, пока не одолеет трех могучих царей — Градасса, Агрикана и Карла Великого. Агрикан обращает войско Галафрона в бегство. Роланд вновь схватывается с Агриканом и наносит ему смертельную рану. Войско Агрикана. лишившееся вождя, окончательно разбито. Освобожден из плена Астольф; он находит свои доспехи и своё волшебное копье.
Астольф, узнав, что с защитниками крепости враждует Ринальд, перехолит на сторону двоюродного брата. Ринальд, опрокинув всех противников, захватывает Труффальдина и казнит. Роланд вступает с Ринальдом в бой и берет верх, но Анджелика спасает Ринальда от смерти, послав Роланда в заколдованный сад феи Фалерины.

### Книга II
Аграмант, молодой африканский царь, сын Трояна, сраженного некогда Роландом, решает идти войной на Францию. Престарелый царь гарамантов, маг и звездочет, твердо стоит на том, что поход обречен на неудачу, если в нём не примет участие двоюродный брат Аграманта, сын его тетки Галациеллы и могучего христианского рыцаря Руджьера, зовущийся как и его отец, Руджьером. Галациелла вскоре после гибели мужа родила близнецов, мальчика и девочку, и умерла родами. Судьба девочки неизвестна, а мальчик был воспитан магом Атлантом и ныне живёт со своим воспитателем где-то в отрогах Атласских гор. Однако замок Атланта окружен стеклянной стеной и невидим; проникнуть в него можно, только обладая волшебным перстнем Анджелики. За перстнем посылают карлика Брунеля, прославленного вора.
Роланд уничтожает сад Фалерины и забирает у неё волшебный меч по имени Бализарда, но милует фею.
К Альбракке, где все ещё не кончился бой Марфизы и Сакрипанта, прибывает Брунель. Взобравшись по отвесной крепостной стене, он среди бела дня крадет с руки у Анджелики перстень и затем из любви к искусству похищает меч Марфизы и коня Сакрипанта по имени Белолоб — последнего прямо из-под всадника.
Роланд вместе с Фалериной подходит к озеру феи Морганы, на дне озера цветущий луг, сияет солнце, и здесь Роланд после долгих странствий по подземным гротам и лабиринтам видит пленников Морганы, заточенных в тюрьму из прозрачного и нерушимого кристалла. Роланд пленяет Моргану, и та вынуждена дать свободу всем своим пленникам. Среди пленников — Ринальд и Дудон, посланный Карлом с тем, чтобы призвать под его знамёна Роланда и Ринальда. Роланд, без ума от Анджелики, глух к зову императора: он спешит назад к Альбракке. Ринальд же направляется за посланцем императора во Францию. По пути они оказываются в плену у короля Маноданта, где среди других узников уже находится Астольф. Роланд освобождает их и вновь устремляется к Альбракке, а Ринальд, Астольф и Дудон во Францию. Кит феи Альцины, сестры Морганы, уносит Астольфа в открытое море (здесь линия Астольфа прерывается и продолжена уже Ариосто в «Неистовом Роланде»).
Брунель достигает Бизерты (столицы Аграманта) и пожалован за свои услуги королевским титулом. Волшебный перстень открывает взорам убежище Атланта, но проникнуть в него невозможно — его защищает отвесная скала и несокрушимые стеклянные стены. Брунель подает совет, как выманить Руджьера из неприступного укрытия. Следуя его совету, у подножия горы устраивают турнир. Действительно юноша очарован открывшимся перед ним зрелищем и, несмотря на мольбы и предостережения Атланта, сходит с горы. Аграмант посвящает Руджьера в рыцари.
Роланд и Брандимарт достигают, наконец, Альбракки. Анджелика, услышав, что Ринальд уехал на родину, бросает крепость на произвол судьбы и сопровождаемая Роландом и Брандимартом устремляется вслед за предметом своей страсти. Роланд и Анджелика оказываются в Арденнском лесу: Анджелика пьет из источника, убивающего любовь, и на место страсти, приковавшей её к Ринальду, приходит отвращение. Появляется Ринальд, только что испивший из источника с противоположным действием. Паладины берутся за мечи. Поединок Роланда и Ринальда прерван по повелению императора.
Аграмант высаживается в Испании и подходит к Монтальбану, где уже идет битва войск Карла с Марсилием.

### Книга III
Мандрикард, сын Агрикана, отправляется мстить убийце отца. В дороге к нему присоединяется Градасс.
Ринальд, пустившись в погоню за своим неожиданно ускакавшим конём, выходит из боя, и христианское войско, оставшись без предводителя, отступает к Парижу. На поле боя Руджьер встречает Брадаманту. Руджьер открывает Брадаманте свою родословную, восходящую к Гектору. Брадаманта открывает перед ним своё лицо. Узнав в рыцаре даму, Руджьер поражен её красотой. Брадаманта же покорена его доблестью.
Штурм Парижа. Роланд и Брандимарт прибывают в решающую минуту, освобождают пленных паладинов и ударяют по сарацинам с тыла.
Брадаманта засыпает на берегу ручья, её видит Флордеспина, принимает за рыцаря и пленяется се красотой.
Тут Боярдо, удручённый зрелищем Италии, охваченной пожаром галльского нашествия, бросает перо.

## Продолжения
Поэму продолжил (под тем же названием) Никколо дельи Агостини: четвёртая книга (продолжение боярдовой третьей) вышла в 1505 году, пятая в 1514 году. «Неистовый Роланд» Ариосто также является продолжением (независимым от Агостини).